# Oskar Lenz
Oskar Lenz (13. dubna 1848 – 1. března 1925) byl německo-rakouský geolog, mineralog a cestovatel. Jako pedagog působil i v Praze.
Geologii a mineralogii vystudoval roku 1870 na Univerzitě v Lipsku, ve svém rodném městě. Jeho doktorká práce byla věnována českým zemím, jejich geologii (Ueber das Auftreten Jurassischer Gebilde in Böhmen). Pak učil na gymnáziu v Döblingu. V roce 1872 odešel do Vídně, kde nastoupil do Geologického ústavu (Geologische Bundesanstalt), kde bylo jeho úkolem zejména zpracování vzorků, jež z grónské expedice přivezli Koldewey a Payer. Ve stejném roce získal rakouské občanství.
Roku 1874 navštívil prvně Afriku, když se připojil k německé Poggeho výpravě do Angoly. Od ní se však brzy odpojil a samostatně zkoumal povodí řeky Ogooué, jejíž prameny se mu ovšem nepodařilo objevit. Do Evropy se vrátil roku 1876. Poznatky z cesty shrnul do knihy Skizzen aus Westafrika (1878).
V letech 1879-1880 vedl expedici do Afriky, která mířila z Maroka do Senegalu. Během expedice spatřil teprve jako čtvrtý Evropan město Timbuktu ležící uprostřed Sahary. Pak pokračoval na území dnešního Mali a vstoupil i do míst, kam noha Evropana dosud nevkročila. Celou jeho výpravu ovšem zdecimovaly choroby a útoky domorodců. Přežil jen on sám. Na východě Senegalu ho objevil a zachránil oddíl francouzských vojáků. Po návratu vydal spis Timbuktu. Reisen durch Marokko, die Sahara und der Sudan (1884) a na univerzitě v Černovcích (dnes území Ukrajiny, tehdy Rakousko-Uherska) byl jmenován profesorem.
V letech 1885-1887 vedl a organizoval další, již státní rakouskou expedici, která mířila z centrální Afriky, z Konga, k pobřeží Indického oceánu. Po návratu, v roce 1887, se stal profesorem německé části Karlovy univerzity v Praze. V letech 1902-1903 byl rektorem této univerzity. V Praze též napsal a vydal shrnutí svých poznatků z druhé africké expedice (Ophir und die ruinen von Zimbabye in Südostafrika). Roku 1909 na vlastní žádost z univerzity odešel. Závěr života strávil v rakouské obci Sooß, kde roku 1894 zdědil majetky.